# تاتسورو موکوجیما
تاتسورو موکوجیما (انگلیسی: Tatsuru Mukojima؛ زادهٔ ۹ ژانویهٔ ۱۹۶۶) بازیکن فوتبال اهل ژاپن است.
از باشگاه‌هایی که در آن بازی کرده‌است می‌توان به باشگاه فوتبال کونسادول ساپورو، باشگاه فوتبال شیمیزو اس-پالس، و باشگاه فوتبال کاوازاکی فرونتال اشاره کرد.